# Eduardo Nápoles
Eduardo Nápoles (* 31. Dezember 1997) ist ein kubanischer Leichtathlet, der sich auf den Stabhochsprung spezialisiert hat. In dieser Disziplin wurde er 2022 NACAC-Meister.

## Werdegang
Erste internationale Erfahrungen sammelte Eduardo Nápoles im Jahr 2015, als er bei den Panamerikanischen Juniorenmeisterschaften in Edmonton mit übersprungenen 5,00 m den siebten Platz im Stabhochsprung belegte. 2018 gewann er bei den Zentralamerika- und Karibikspielen in Barranquilla mit 5,20 m die Bronzemedaille hinter seinem Landsmann Lázaro Borges und Walter Viáfara aus Kolumbien. 2022 siegte er mit 5,25 m bei den NACAC-Meisterschaften in Freeport und im Jahr darauf belegte er bei den Zentralamerika- und Karibikspielen in San Salvador mit 5,20 m den vierten Platz. Anschließend schied er bei den Weltmeisterschaften in Budapest mit 5,35 m in der Qualifikationsrunde aus, ehe er bei den Panamerikanischen Spielen in Santiago de Chile mit 5,30 m den fünften Platz belegte.
In den Jahren 2014 und 2017 sowie 2022 und 2023 wurde Nápoles kubanischer Meister im Stabhochsprung.